# Алієв Муху Гімбатович
Муху Гімбатович Алієв (6 серпня 1940, село Танусі, тепер Хунзахського району, Республіка Дагестан, Російська Федерація) — радянський і російський державний діяч, 1-й секретар Дагестанського республіканського комітету КПРС, президент Республіки Дагестан. Кандидат філософських наук (1971), доктор філософських наук (2000), професор. Член ЦК КПРС у 1990—1991 роках. Народний депутат Дагестанської АРСР. Член Ради Федерації Федеральних Зборів Російської Федерації (1996—2001).

## Життєпис
У 1962 році закінчив відділення дагестанської філології філологічного факультету Дагестанського державного університету.
У 1962—1964 роках — завідувач навчальної частини, директор Нижньо-Гакваринської середньої школи Цумадинського району Дагестанської АРСР.
У 1964—1966 роках — секретар комітету комсомолу Дагестанського державного університету.
Член КПРС з 1966 року.
З 1966 по 1969 рік — аспірант кафедри філософії Дагестанського державного університету.
У 1969—1972 роках — 1-й секретар Махачкалинського міського комітету ВЛКСМ Дагестанської АРСР.
У 1971 році захистив кандидатську дисертацію «Стихійний матеріалізм у дагестанському дореволюційному фольклорі».
У 1972—1983 роках — 1-й секретар Совєтського районного комітету КПРС міста Махачкали.
У 1983—1984 роках — заступник завідувача, в 1984—1990 роках — завідувач відділу організаційно-партійної та кадрової роботи Дагестанського обласного комітету КПРС.
6 березня 1990 — 23 серпня 1991 року — 1-й секретар Дагестанського республіканського комітету КПРС.
У 1991—1995 роках — заступник голови, голова Верховної ради Республіки Дагестан.
18 квітня 1995 — 20 лютого 2006 року — голова Народних зборів Республіки Дагестан.
Одночасно з 1996 по 2001 рік — член Ради Федерації Федеральних Зборів Російської Федерації.
У 2000 році захистив докторську дисертацію «Згода як проблема соціальної філософії».
20 лютого 2006 — 20 лютого 2010 року — президент Республіки Дагестан.
Одночасно з 29 вересня 2006 по 16 березня 2007 року — член президії Державної ради Російської Федерації.

## Нагороди і звання
- орден Трудового Червоного Прапора
- орден «Знак Пошани»
- орден «За заслуги перед Вітчизною» І ст. (Російська Федерація) (.12.2021)
- орден «За заслуги перед Вітчизною» ІІ ст. (Російська Федерація) (18.02.2010)
- орден «За заслуги перед Вітчизною» ІІІ ст. (Російська Федерація) (14.11.2005)
- орден «За заслуги перед Вітчизною» IV ст. (Російська Федерація) (25.12.2000)
- орден Пошани  (Російська Федерація) (2008)
- орден Олександра Невського  (Російська Федерація) (2015)
- Орден Святого благовірного князя Данила Московського (15.07.2009)
- орден Пошани Республіки Дагестан ІІІ ст. (31.05.2023)
- орден «За заслуги перед Республікою Дагестан»
- медалі
- Почесна грамота Ради Федерації Федеральних Зборів Російської Федерації